# Departamentalizacja
Departamentalizacja – jeden z elementów struktury organizacyjnej polegający na takim grupowaniu zadań, aby możliwa była koordynacja działań.
W organizacji można wyróżnić grupowanie względem:
- funkcji – wówczas w organizacji powstają działy funkcjonalne,
- produktu – wyodrębnione działy wykonują inne produkty,
- klienta – jest to grupowanie ze względu na typ klientów, wyodrębnione komórki zajmują się wyłącznie danym typem klienta,
- procesu – wyodrębnione działy zajmują się pewna fazą wykonania celu organizacji,
- grupowanie terytorialne – tworzenie sieci jednostek organizacyjnych w terenie co umożliwia np. szybsze dotarcie do rozproszonych klientów.

W większych organizacjach mogą występować wszystkie wyróżnione typy departamentalizacji.